# Associação Resgate

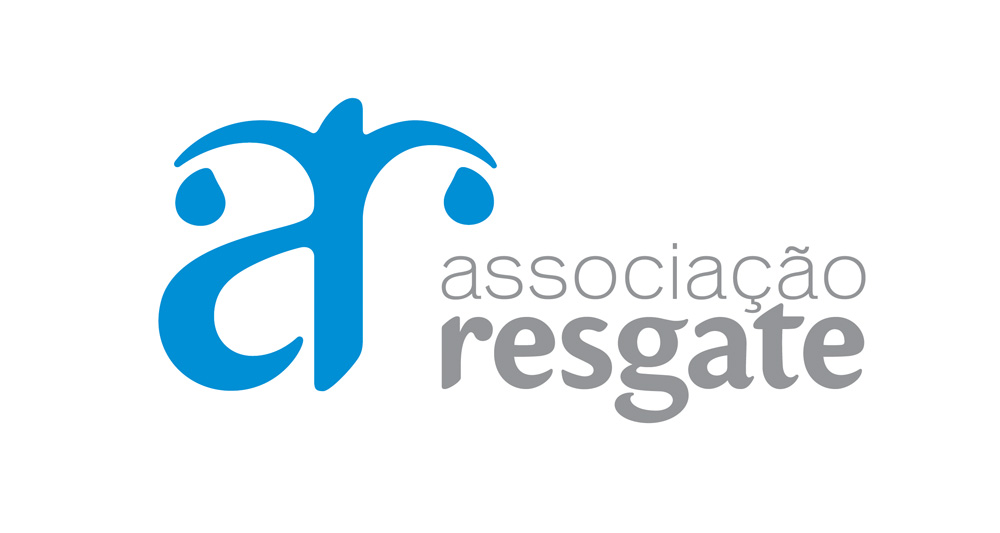
Associacao Resgate

A Associação Resgate, formalmente chamada Associação Resgaste - Instituto Conde de Agrolongo e antes designada só como Resgate, é uma instituição particular de solidariedade social, criada em 18 de outubro de 1923 pelo frei João da Santíssima Trindade, com o apoio do Conde de Agrolongo e da Condessa de Cuba, para proteger e formar crianças do sexo feminino. Hoje em dia existem duas instituições sem fins lucrativos de apoio a jovens e crianças: uma em Lisboa na Rua do Possolo (Instituto Conde de Agrolongo) e outra em Oeiras, Porto Salvo (Instituto Condessa de Cuba).